# 生田春月

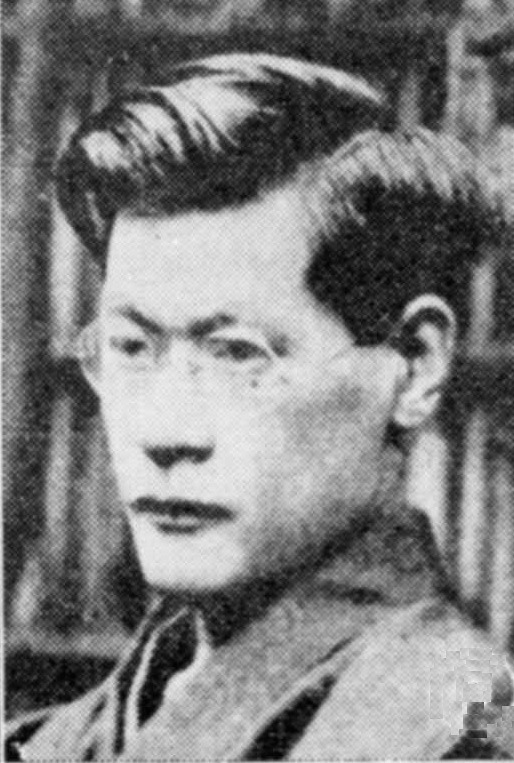
生田春月

生田 春月（いくた しゅんげつ、1892年3月12日 - 1930年5月19日）は、日本の詩人。ハインリヒ・ハイネなど、外国文学の翻訳も多い。妻生田花世は平塚らいてう主宰の「青鞜」同人作家。本名は清平。

## 経歴
明治25年（1892年）3月12日、鳥取県西伯郡米子町（現米子市）に生まれる。家業は酒造業。明治36年（1903年）米子角盤高等小学校中退。生家の没落により進学できず、1908年、17歳の時に上京して生田長江の書生となり、文学とドイツ語を学ぶ。
1914年、生田花世と同棲を始める（事実婚）。大正6年（1917年）に最初の詩集『霊魂の秋』を刊行。美男子でロマンティックな詩を書く春月は、1920年から1923年にかけての『文章倶楽部』のアンケートでは夏目漱石を凌ぐ人気だった。1922年には自伝的長編小説『相ひ寄る魂』を上梓したが、思ったような評価は受けられなかった。
昭和5年（1930年）5月19日、大阪発、別府行きの船菫丸に乗船中、瀬戸内海播磨灘で投身自殺を遂げた。満38歳没。新潮社の『世界文学全集』のためのヘルマン・ズーダーマンの翻訳を終え、5月14日に東京を立ち、関係のあった名古屋の女流詩人と湯の山温泉 (三重県)に宿泊、17日には一人大阪のホテルで最後の詩「破滅」を書き、19日にはかつて恋愛関係にあった女弟子や幼馴染の旧友に会い、花世宛てに「時代は変わった。今切り上げるのが賢いだろう。一日生き延びれば一日敗北を大きくするばかりだ」と手紙を書いた。遺書には、「女性関係で死ぬのではない、それは付随的なことであって、文学者としての終わりを完とうするのだ」とあった。春月は虚無主義的なアナキズムに傾倒し、1916年には『虚無主義の研究』を刊行するなどしていたことから、石川三四郎に私淑するも実践的な行動に移せない自身に煩悶しての自殺とも言われた。1927年の和歌浦事件で逃走中の田中清玄を匿った際には「命をかけていますね、幸せな人なんだなあ」と呟いたという。
遺体が見つからないまま5月25日に多聞院_(新宿区)で告別式が行われた。戒名は澹雲院孤峰春月居士。6月11日に遺体が発見され、7月25日に故郷米子の法城寺に埋葬された。後年、妻の花世は「生田春月の名は、私の忍耐の全総称である」と述べている。

## 著作
- 詩集『霊魂の秋 心の断片』新潮社 1917
- 『感傷の春 詩集』新潮社 1918
- 『新らしき詩の作り方』新潮社 1919
- 『片隅の幸福』越山堂 1919
- 『春月小曲集』新潮社 1919
- 『漂泊と夢想 小説及小品集』新潮社 1920
- 『慰めの国 詩集』新潮社 1922
- 『小曲集　夢心地』新潮社 1923
- 『智慧に輝く愛』新詩壇社 1924
- 『静夜詩話』春秋社 1925
- 詩集『自然の恵み』新潮社 1925
- 『旅ゆく一人』新潮社 1926
- 『草上静思』交蘭社 1926
- 『詩魂礼讃』新潮社 1926
- 『二つの結婚』交蘭社 1926
- 『山家文学論集』新潮社 1927
- 『春月詩集』新潮社 1928
- 『影は夢みる 感想集』新潮社 1928
- 『抒情小曲集』新潮社 1929
- 『メリケとヘルデルリン 詩集と伝記』行人社 1929
- 『愛の小鳥 外3篇』令女文学全集 平凡社 1930
- 『生命の道』新潮文庫 新潮社 1930
- 『象徴の烏賊 詩集』第一書房 1930
- 『生田春月全集』全10巻 生田花世, 生田博孝共編 新潮社 1930-31
- 『真実に生きる悩み』新潮文庫 新潮社 1933　のち角川文庫
- 『澄める青空・自然の恵み』新潮文庫 新潮社 1935
- 『夢心地・春の序曲』新潮文庫 新潮社 1937
- 小説『相ひ寄る魂』新潮文庫 新潮社 1938
- 『愛と真実の悩み 自殺した詩人の手記』青春新書 青春出版社 1957
- 『真実に生きぬく悩み』青春新書 青春出版社 1958
- 『定本生田春月詩集』広野晴彦編 弥生書房 1967
- 『生田春月全集』生田花世, 生田博孝 編. 飯塚書房、1981

第1-2巻 (詩集
第3巻 (詩集 [3] 時代人の詩)
第4-5巻　小説　相寄る魂
第6巻 (小説集)
第7-8巻 (感想集)
第9巻 (感想・書簡)
第10巻 (評論集)
第11巻 ハイネ詩の本[訳]
第12巻 ハイネ新詩集[訳]
第13巻 ハイネ物語詩

### 編纂
- 『三宅雪嶺修養語録』編 新潮社 1915
- 『日本民謡集』編 越山堂 1921

### 翻訳
- ツルゲエネフ『散文詩』新潮社 1917
- サン・ピエール『海の嘆き ポオルとヰ″ルジニイ』新潮社 1917
- 『初恋』ツルゲエネフ全集 新潮社 1918
- 『泰西名詩名訳集』編. 越山堂, 1919
- ジョルジュ・サンド『少女マリイ 原名・魔の沼』世界名著文庫 中村千代子共訳 越山堂 1919
- プラトオン『饗宴』世界名著文庫 越山堂 1919
- 『ゲエテ詩集』新潮社 1919
- 『ハイネ詩集』新潮社 1919
- 『ハイネ全集 第2巻 (新詩集・ロマンツエロ)』越山堂 1920
- 『私の花環』訳. 新潮社 1920
- 『バーンス詩集』泰西詩人叢書 聚英閣, 1923
- 『ロングフエロウ詩集』越山堂 1923
- 『純愛詩集』訳 一元社, 1923
- 『ハイネ全集 第1巻 (詩の本)』春秋社 1925
- 『ハイネ小曲集』交蘭社 1925
- 『ハイネ全集 第3巻 (物語詩)』春秋社 1926
- ハイネ『社会詩集』改造文庫 1933
- ズーデルマン『猫橋』創元文庫 1952

## 伝記など
- 二十日会同人 編著『生田春月読本』油屋書店 1973
- 『近代文学研究叢書 第32巻』昭和女子大学 1969
- 佐々井秀緒『生田春月の軌跡』油屋書店 1973
- 上田京子『生田春月への旅』編集工房遊 2013